# Вулька-Баторська
Вулька-Баторська (пол. Wólka Batorska) — село в Польщі, у гміні Батож Янівського повіту Люблінського воєводства.
Населення — 427 осіб (2011).
У 1975-1998 роках село належало до Тарнобжезького воєводства.

## Демографія
Демографічна структура станом на 31 березня 2011 року:
|          | Загалом | Допрацездатний вік | Працездатний вік | Постпрацездатний вік |
| -------- | ------- | ------------------ | ---------------- | -------------------- |
| Чоловіки | 218     | 48                 | 129              | 41                   |
| Жінки    | 209     | 38                 | 111              | 60                   |
| Разом    | 427     | 86                 | 240              | 101                  |